# Albert K. Bender

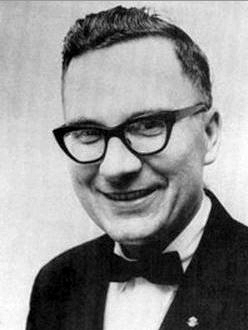
Albert K. Bender (1953)

Albert Kenneth Bender (* 16. Juni 1921 in Duryea, Pennsylvania; † 29. März 2016 in Los Angeles, Kalifornien) war ein US-amerikanischer Ufologe und Autor. Er gründete 1952 das International Flying Saucer Bureau, welches eines der ersten UFO-Organisationen überhaupt war. Er trug auch zur Verschwörungstheorie der Men in Black bei, von denen er behauptete, bedroht worden zu sein.

## Leben
Bender wurde in Pennsylvania geboren und besuchte die West Pittston High School. Bender arbeitete als Zeitmesser für Acme Shear Co., einem Scherenhersteller. Während des Zweiten Weltkriegs trat Bender 1942 in das United States Army Air Corps ein. Er war als Zahntechniker in Fort George G. Meade stationiert und wurde später nach Langley, Virginia, versetzt. Dort arbeitete er als Angestellter des Dental Center und wurde Redakteur einer Armeezeitung in Langley. Später zog er mit seiner Mutter und seinem Stiefvater nach Bridgeport, Connecticut.
Er interessierte sich für Paranormales und UFOs und verfügte über eine Sammlung an okkulten und makabren Gegenständen. Albert K. Bender gründete 1952 das International Flying Saucer Bureau (IFSB), den ersten größeren zivilen UFO-Club der Welt, dessen Sitz sich in seiner Wohnung in Bridgeport befand. Die Organisation hatte knapp 600 Mitglieder, darunter auch Fliegerass Edward Vernon Rickenbacker, und gab mit dem Space Review eine eigene Publikation heraus, die sich mit UFOs beschäftigte und Pionierarbeit im Feld der Ufologie leistete. Obwohl die Organisation anfangs ein Erfolg war, stellte er sie 1953 plötzlich und unerwartet ein.
Bender erzählte später, dass er 1953 von drei schwarz gekleideten Männern in seinem Haus besucht worden sei, die ihn aufforderten, seine Untersuchungen über UFOs einzustellen. Seine angeblichen Erlebnisse wurden in dem Buch They Knew Too Much About Flying Saucers von 1956 von Gray Barker, Benders IFSB-Kollegen, festgehalten. Diese Berichte waren entscheidend für die Entstehung der Legende über die Men in Black, auch wenn Bender nicht die erste Person war, welche von diesen berichtete. Bender sprach neun Jahre lang nicht über das Ereignis. Im Jahr 1962 schrieb Bender schließlich das Buch Flying Saucers and the Three Men. In dem Buch erzählte Bender, dass er glaube, dass die Männer in Schwarz von einem anderen Planeten stammen würden.
Später betrieb er später ein Motel in Kalifornien. Bender gründete 1965 die Max Steiner Music Society zu Ehren des gleichnamigen Komponisten. Der Gesellschaft schlossen sich die Schauspieler John Wayne, Fred Astaire und Vincent Price an und sie gab eine Zeitschrift und einen Newsletter heraus. Die Gesellschaft wurde 1981 offiziell aufgelöst. Bender trug dazu bei, Materialien und Informationen über Steiners Karriere zu finden und zu sammeln.
Bender starb im März 2016 im Alter von 94 Jahren in Los Angeles. Er war mit Betty Rose verheiratet gewesen, die er im Oktober 1954 geheiratet hatte.

## Werke
- Albert K. Bender: Flying Saucers and the Three Men. Neville Spearman, 1962.